# Theope eupolis
Espèce
Theope eupolis est une espèce d'insectes lépidoptères appartenant à la famille  des Riodinidae et au genre Theope.

## Taxonomie
Theope eupolis a été décrit par William Schaus en 1890.
Synonymes : Theope diores Godman et Salvin en 1897.

### Noms vernaculaires
Theope  eupolis se nomme Veracruzan Theope en anglais.

## Description
Theope  eupolis est un papillon à l'apex des ailes antérieures angulaire au dessus des ailes violet foncé avec une partie basale bleu métallisé qui, aux ailes postérieures s continue en une large bande tout le long du bord interne et sur l'aire discale sauf au bord costal à bordure violet foncé.
Le revers est de beige moiré avec aux ailes postérieures une ligne submarginale incomplète débutant près de l'angle anal d'ocelles noirs surmontés d'un chevron bleu.

## Écologie et distribution
Theope  eupolis est présent au Mexique dans la région de Veracruz, à Panama, au Costa Rica et au Honduras.

### Protection
Pas de statut de protection particulier.